# مصطفی فرزانه
مصطفی فرزانه (۱ مهر ۱۳۰۸ – ۲۹ تیر ۱۴۰۱) نویسنده، فیلم‌ساز و متفکر ایرانی مقیم پاریس بود. او نام خود را در آثارش م. فرزانه می‌نوشت و در میان دوستانش به «فری» معروف بود. در ایران او را بیشتر به با نوشتن کتاب آشنایی با صادق هدایت می‌شناسند. موفقیت‌های او در عرصهٔ سینما نمود بیشتری پیدا کرد. وی اولین سینماگر ایرانی است که با نام فری فرزانه در سه جشنواره مهم کن، ونیز و لوکارنو، اولین حضور یک سینماگر ایرانی را با فیلم‌هایش رقم زده‌است. فرزانه تا روزهای آخر عمر صادق هدایت با او حشر و نشر داشت و دو کتاب آشنایی با صادق هدایت و صادق هدایت در تار عنکبوت را دربارهٔ او به نگارش درآورده است. فرزانه کتاب عنکبوت گویا را نیز در شرح احوال خود نوشت.

## زندگی
مصطفی فرزانه در سال ۱۳۰۸ در تجریش زاده شد. پدرش نوه میرزا رحیم فرزانه از مترجمان دوره قاجار و مادرش نوه آقارضا اقبال‌السلطنه نخستین عکاس حرفه‌ای ایرانی بود. مصطفی فرزانه از نوجوانی با مطبوعات همکاری می‌کرد. به معرفی سید صادق گوهرین با صادق هدایت آشنا شد و تا پایان عمر هدایت دوست و مرید او بود. وی رمان چاردرد را، که در زمان خود رمان نوینی محسوب می‌شد، در سال ۱۳۳۰ در تهران نوشت ولی اجازهٔ چاپ پیدا نکرد. یک فصل از این رمان را صادق هدایت تصحیح کرده‌است.
فرزانه سال اول حقوق را در تهران، و روان‌شناسی و مردم‌شناسی را در سوربن گذراند و تحصیل حقوق را تا دکتری حقوق بین‌الملل در پاریس و تولوز ادامه داد. سپس با بورس دولت فرانسه، فارغ‌التحصیل انستیتوی عالی سینمایی پاریس شد و از آن پس به ساخت فیلم‌های مستند، بیشتر دربارهٔ هنر ایران پرداخت و در سال ۱۳۳۷ با فیلم کوتاه «مینیاتورهای ایرانی» به عنوان محصول فرانسه در جشنواره فیلم ونیز حضور پیدا کرد. پس از مینیاتورهای ایرانی در ونیز، فیلم کورش کبیر را در بخش مسابقه فیلم‌های کوتاه جشنواره فیلم کن در سال ۱۳۴۰ نمایش داد و بعد با فیلم زن و حیوان در سال ۱۳۴۱ در لوکارنو حضور داشت و جایزه بهترین فیلم کوتاه هنری را هم گرفت.
مصطفی فرزانه از اوایل دهه ۱۳۴۰ در فرانسه زندگی می‌کرد. فرزانه مدتی به ایران آمد. نخستین آموزشگاه فنی سینمایی را تأسیس کرد و از نخستین پایه‌گذاران تلویزیون ملی ایران شد. اما محیط کاری به‌قدری برایش ناگوار آمد که پیش از تاسیس تلویزیون ملی استعفا داد و از شغل سینمایی دست کشید و به عنوان رئیس بانک صادرات به پاریس بازگشت.
وی علاوه بر ساخت فیلم و نوشتن داستان، ترجمه‌هایی از نیکلای گوگول، زیگموند فروید، اشتفان، رنه گروست، و آنتون چخوف را نیز در کارنامه خود دارد.

## آثار

### کتاب
- چار درد (۱۳۳۳)
- ماه گرفته (۱۳۳۴)[۶]
- دندان‌ها (۱۳۶۵)
- آشنایی با صادق هدایت (۱۳۶۷)
- خانه تبعید (۱۳۶۹)
- بن‌بست: نامه‌های مرتضی کیوان (۱۳۷۰)
- راست و دروغ (۱۳۷۲)
- عنکبوت گویا (۱۳۷۵)[۷]
- صادق هدایت در تار عنکبوت (۱۳۸۴)[۸]
- زبان سرخ (۱۳۸۷)
- قرنطینه (۱۳۴۵)

### فیلم
- مینیاتورهای ایرانی (۱۳۳۷)
- کورش کبیر (۱۳۴۰)
- زن و حیوان (۱۳۴۱)
- وقایع ایرانی (۱۳۴۲)
- جزیره خارک (۱۳۴۵)